# 滅相もない
もしかして
- 滅相も無い

ではありませんか？